# Afonso II av Kongo
Afonso II av Kongo, död 1561, var kung av Kongo under 1561.